# ایستگاه متروی شهر پرند
ایستگاه متروی شهر پرند در ضلع جنوبی شرقی شهر پرند و در ابتدای آزادراه تهران-ساوه قرار دارد. این ایستگاه در ۹ آذر ۱۴۰۲ توسط رئیس‌جمهور سید ابراهیم رئیسی افتتاح شد.

## تاریخچه
پرند یکی از شهرهای اطراف تهران است که طی سال‌های اخیر رشد جمعیت پرشتابی را تجربه کرده و پیش‌بینی می‌شود تا سال ۱۴۰۵ تعداد ساکنان آن به مرز ۷۰۰ هزار نفر برسد، شهر جدید پرند در مجاورت فرودگاه بین‌المللی امام خمینی واقع شده‌ است. به همین دلیل مسئولان استان تهران ۱۴ سال پیش تصمیم گرفتند تا هم برای کاهش حجم ورودی خودروهای شخصی به تهران و هم به منظور کاهش تصادفات در جاده تهران ـ ساوه خط متروی تهران را به پرند برسانند.
این شهر در ۳۰ کیلومتری غرب پایتخت و در ابتدای آزادراه تهران به سمت ساوه واقع شده است و مردم شهر پرند برای کار، تحصیل و سایر امور روزانه، تردد بالایی به پایتخت دارند به صورتی که براساس آمارهای ترافیکی، روزانه ۳۰۰ تا ۴۰۰ هزار نفر بین تهران و پرند تردد دارند که عمده این افراد از وسایل حمل و نقل شخصی برای طی این مسافت استفاده می‌کنند.
بررسی‌های اولیه احداث این خط مترو نشان می‌داد طول این خط ۵۰ کیلومتر خواهد بود که ۵ ایستگاه نیز برای آن پیش‌بینی و مقرر شد تا خط متروی پرند از خط یک مترو و از ایستگاه شاهد منشعب شود؛ اتفاقی که همه مسئولان در وهله اول از آن حمایت کردند؛ اما در عمل ۱۴ سال به طول انجامید و زمانی که به پیشرفت بیش از ۹۰ درصد عملیات ساختمانی رسید، از سوی سازمان‌های مربوطه کوتاهی‌هایی انجام شد.
به‌طور دقیق تر مطالعات و بخشی از عملیات اجرایی پروژه خط مترو تهران - پرند در سال ۱۳۸۴ توسط وزارت راه و شهرسازی آغاز و سال ۱۳۹۱ کل پروژه به شهرداری تهران واگذار شد. بخشی از پروژه حد فاصل ایستگاه شاهد تا شهر آفتاب به طول ۴ کیلومتر در ابتدای سال ۱۳۹۵ و بخش دیگر از ایستگاه شهر آفتاب تا فرودگاه امام خمینی (ره) به طول ۲۶ کیلومتر در مرداد ماه سال ۱۳۹۶ تکمیل و مورد بهره‌برداری قرار گرفت. آزمایش سرد مسیر خط مترو فرودگاه تا شهر پرند در تیر ۱۴۰۱ انجام شداما بخش نهایی این طرح که از ایستگاه فرودگاه امام خمینی تا شهر جدید پرند است در ۹ آذر ۱۴۰۲ توسط رئیس‌جمهور افتتاح شد.

## نگارخانه

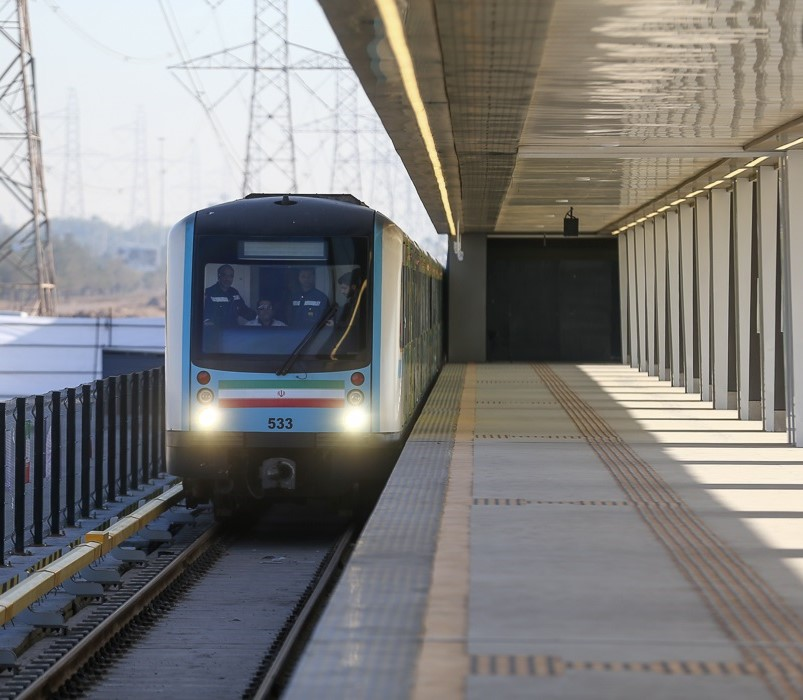
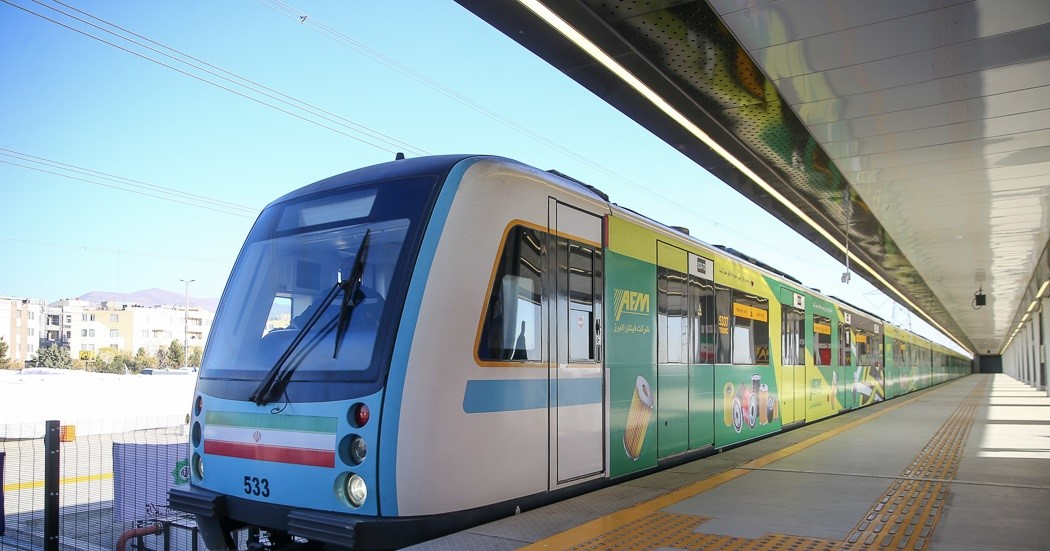
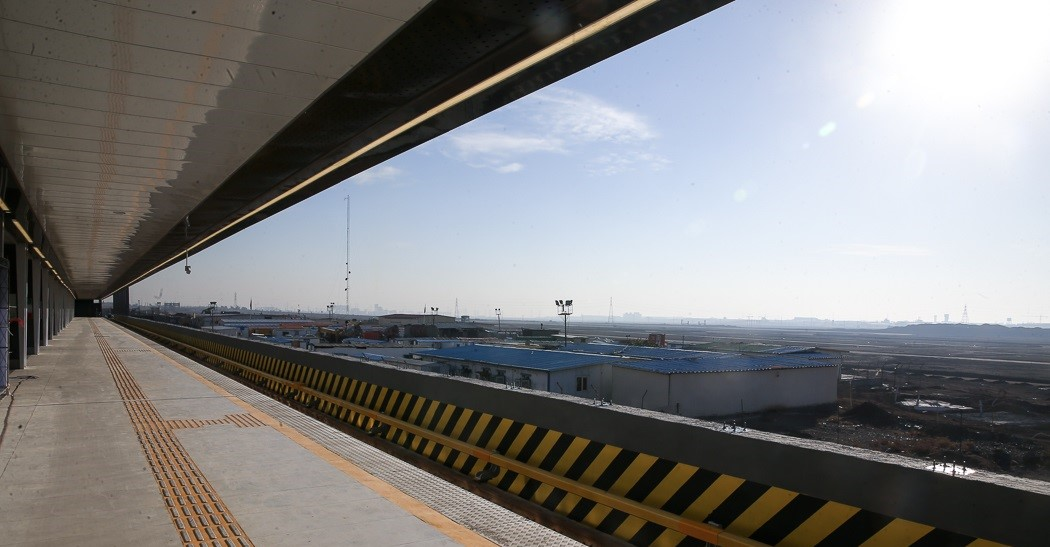
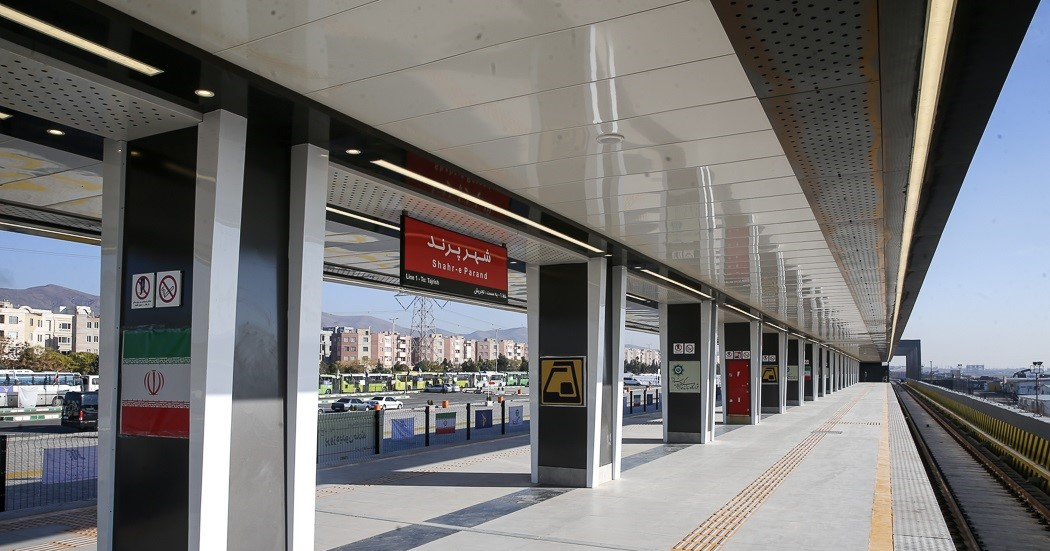
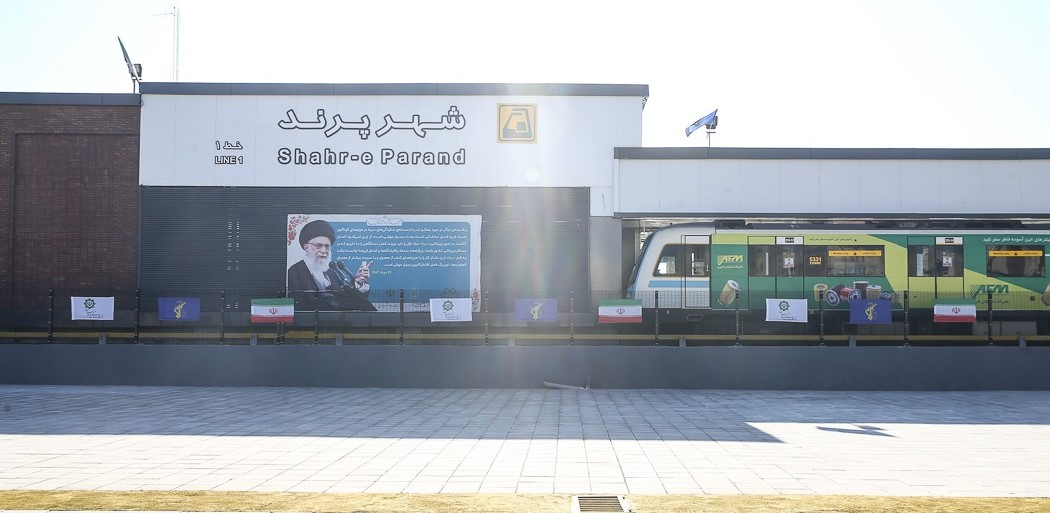
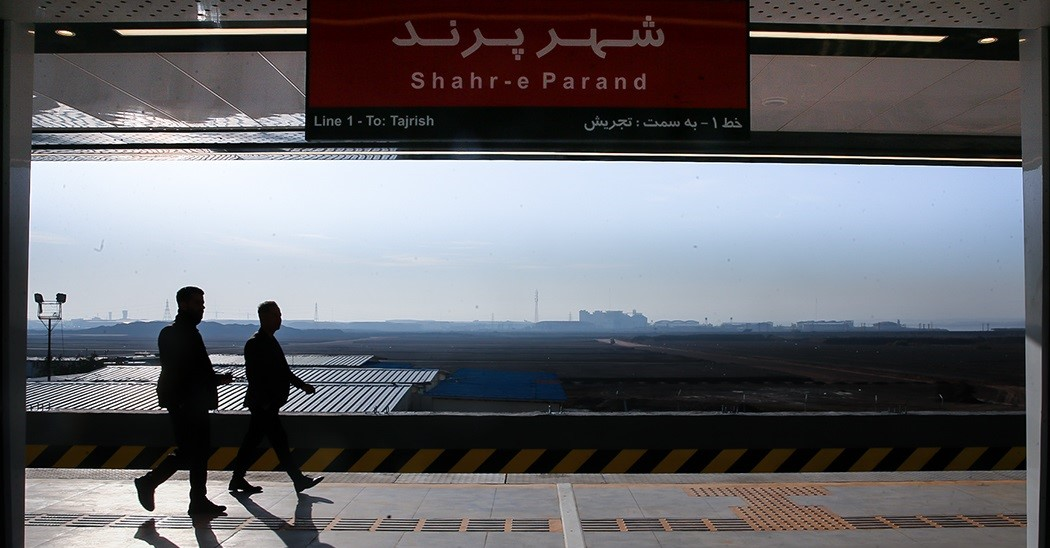